# Nassif al-Yazigi
Nassif al-Yazigi, de son vrai nom Nasif ben Abdallah ben Nasif ben Junblatt ben Saad al-Yaziji,, est un écrivain et poète libanais, né le 25 mars 1800 à Kfarchima (Émirat du Mont-Liban), et mort le 8 février 1871. Sa famille était originaire de Homs.
Il joua un rôle majeur dans la renaissance de la langue arabe littéraire au XIXe siècle. Il travailla comme secrétaire auprès de la dynastie Chehab et participa à la traduction moderne de la Bible et de l'Ancien Testament en arabe. Il enseigna à Beyrouth.

## Nassif et sa famille
Au début du XVIIe siècle, la famille de Nasif al-Yaziji vivait dans les villages du Hauran, avant que certains membres ne migrent vers la ville de Homs où ils commencèrent à écrire pour les gouverneurs et les autorités, recevant le surnom de "écrivains" ou en turc "Yaziji". À la fin du XVIIe siècle, des membres de cette grande famille migrèrent vers l'ouest du Liban sous la direction de Saad al-Yaziji, qui devint secrétaire du prince Ahmad al-Ma’ni, dernier souverain du Liban des Ma’ni. Il reçut une grande considération et fut surnommé "cheikh" en raison de sa stature et de son savoir. Ce titre resta associé à la famille. Au XVIIIe siècle, les al-Yaziji écrivirent pour les princes Arselan et Chehabs. Le père de Nasif, Abdallah al-Yaziji, était secrétaire du prince Haydar Chehab à Kfarchima.
Nasif montra très tôt une inclination pour la littérature et la poésie. Il se consacra à l'étude de la grammaire arabe, de la langue et des recueils de poèmes, et commença à écrire de la poésie à l'âge de dix ans. À cette époque, les livres imprimés étaient rares, et il se fiait principalement aux livres qu'il empruntait dans des bibliothèques privées, qu'il lisait et mémorisait ou qu'il recopier à la main.
Nasif reçut son éducation de son père dans la région de l’Aman, avant de continuer ses études avec un moine maronite. Il était également un poète Zajal et un calligraphe accompli. En raison de sa grande maîtrise de l’écriture, il fut invité par le patriarche Ignace à écrire pour le monastère de Qorqafa près de Kfar Shima. Sa réputation grandit, et il fut appelé par le prince Bachir Chehab II, le grand souverain du Liban, pour être l'un des secrétaires à sa cour. Il resta au service du prince pendant douze ans. Lorsque le prince Bachir fut exilé en 1840, Nasif se rendit à Beyrouth, où il se consacra à l'étude, l'écriture et l'enseignement. Sa poésie se répandit, et il correspondit avec de nombreux écrivains.
En 1840, après l'exil du prince Chehab, Nasif retourna à Beyrouth, où il entra en contact avec des missionnaires américains pour corriger leurs publications, en particulier la traduction de la Bible entreprise par le Dr Eli Smith et Cornelius Van Dyck. Il devint membre de la Société syrienne, qui était une sorte d'académie scientifique. Il attira de nombreux étudiants désireux d'apprendre de sa connaissance approfondie de la langue arabe. Les Américains le firent professeur dans leurs écoles, et sa réputation se propagea à travers le monde arabe.
En 1863, Boutros al-Bustani invita Nasif al-Yaziji à enseigner à l'école nationale qu'il avait fondée à Beyrouth, où il travailla à la révision du premier volume du livre « Mouhit al-Mouhit ». Lorsque fut créée l’école patriarcale, Nasif fut l'un de ses principaux enseignants. Il enseigna dans ces deux institutions et fut plus tard invité à enseigner à l'Université américaine de Beyrouth, où il enseigna la langue et la littérature arabes et écrivit plusieurs ouvrages linguistiques éducatifs qui marquèrent le début de la renaissance de la langue arabe littéraire à l'époque moderne.

## Nasif et la langue arabe
Nasif al-Yaziji s'engagea à améliorer la langue arabe et à la rendre plus accessible, suscitant un amour pour elle et jouant un rôle clé dans le mouvement nationaliste arabe. Il encouragea les gens à contribuer à la préservation et à la diffusion du patrimoine linguistique arabe. Nasif cherchait à imiter les anciens poètes arabes dans ses œuvres et est considéré comme l'un des pionniers du mouvement de la Renaissance arabe au XIXe siècle.
Il participa à la traduction de la Bible avec Cornelius Van Dyck, Boutros al-Bustani et Youssef al-Assir, en traduisant l'ensemble de l'œuvre de l'hébreu et du grec en arabe. La traduction fut achevée le 23 août 1864 et imprimée en entier le 29 mars 1865. Il participa également à la rédaction du catalogue de la Bible, la première édition en arabe étant publiée le 29 mars 1865, tandis que le catalogue parut en 1875.

## Sa mort
Nasif al-Yaziji se consacra à l'écriture et à l'enseignement pendant les trente dernières années de sa vie.
Il continua à enseigner, écrire et enseigner jusqu'à ce qu'il soit frappé par un AVC en 1869, qui paralysa le côté gauche de son corps. Pendant sa maladie, il perdit son fils aîné Habib al-Yaziji, qui était encore jeune, et la douleur de cette perte le conduisit à la mort après seulement quarante jours, le 8 février 1871.

## Œuvres
Nasif al-Yaziji laissa de nombreuses œuvres sur la morphologie, la grammaire, la rhétorique, la langue, la logique, la médecine et l'histoire. Il écrivit aussi un recueil de poèmes variés, ainsi que des correspondances poétiques et littéraires.
Parmi ses œuvres :
- Naar al-Qura fi Sharh Jawf al-Fara sur la morphologie et la grammaire.
- Fassl al-Khitab fi Usul Lughati al-A'rab, un traité sur les règles grammaticales.
- Aqd al-Juman fi Ilm al-Bayan.
- Majma' al-Bahrayn, un recueil de soixante maqamat à la manière de al-Hariri et Badi' al-Zaman al-Hamadhani.
- Diwan Nasif al-Yaziji.
- Tawq al-Hamama.
- Qutb al-Sina'a sur la logique et al-Tadhkira sur les principes de la logique.
- al-Hajar al-Karim fi al-Tibb al-Qadim.
- Fakihat al-Nadama fi Murasalat al-Adiba.
- Risala Tarikhiyya fi Ahal al-Lubnan fi 'Ahdihi al-Iqta'i.
- al-‘Urf al-Tayyib fi Sharh Diwan Abi al-Tayyib. Cette œuvre fut révisée et complétée par son fils Ibrahim al-Yaziji.